# Municipio de Dayton (condado de Newton)
El municipio de Dayton (en inglés: Dayton Township) es un municipio ubicado en el condado de Newton en el estado estadounidense de Misuri. En el año 2010 tenía una población de 1605 habitantes y una densidad poblacional de 25,93 personas por km².

## Geografía
El municipio de Dayton se encuentra ubicado en las coordenadas 36°53′6″N 94°30′47″O / 36.88500, -94.51306. Según la Oficina del Censo de los Estados Unidos, el municipio tiene una superficie total de 61.89 km², de la cual 61,78 km² corresponden a tierra firme y (0,18 %) 0,11 km² es agua.

## Demografía
Según el censo de 2010, había 1605 personas residiendo en el municipio de Dayton. La densidad de población era de 25,93 hab./km². De los 1605 habitantes, el municipio de Dayton estaba compuesto por el 92,9 % blancos, el 0,25 % eran afroamericanos, el 2,12 % eran amerindios, el 0,12 % eran asiáticos, el 1,37 % eran de otras razas y el 3,24 % eran de una mezcla de razas. Del total de la población el 2,24 % eran hispanos o latinos de cualquier raza.